# Arsène Darmesteter

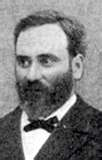
Arsène Darmesteter.

Arsène Darmesteter, född den 5 januari 1846 i Château-Salins, död den 16 november 1888 i Paris, var en fransk-judisk språkforskare. Han var bror till James Darmesteter.
Darmesteter var från 1883 professor i fornfranska vid Sorbonne. Bland hans verk märks Traité de la formation des mots composés dans la langue française (1875), De la création actuelle de mots nouveaux dans la langue française (1877), La vie des mots (1887) - som kan ses som en förstudie till hans Dictionnaire général de la langue française, Le XVI:e siècle en Francie och cours de grammaire historique (4 band, 1891-97).